# Ann Leckie
Ann Leckie (n. 2 martie 1966, Toledo, Ohio, SUA) este o scriitoare americană și editor de literatură științifico-fantastică și fantasy. Romanul său de debut Ancillary Justice a primit Premiul Hugo pentru cel mai bun roman precum și Premiul Nebula, Premiul Arthur C. Clarke și premiul BSFA pentru cel mai bun roman. Continuarea acestuia, Ancillary Sword, a primit în 2015 Premiul Locus.

## Lucrări scrise

### Romane
Trilogia Imperial Radch
- Ancillary Justice, Orbit, 1 octombrie 2013, ISBN 978-0-356-50240-3
  - ro.: Răzbunare ancilară, ed. Paladin, mai 2013[22]
- Ancillary Sword, Orbit, 7 octombrie 2014, ISBN 978-0-356-50241-0
  - ro.: Sabia ancilară[22]
- Ancillary Mercy, Orbit, 6 octombrie 2015, ISBN 978-0-356-50242-7
  - ro.: Mila ancilară[22]

Povestiri situate în universul Imperial Radch
1. "Night's Slow Poison"[23] (2014)
2. "She Commands Me and I Obey"[24] (2014)

### Povestiri  (selecție)
- "Hesperia and Glory," Subterranean Magazine 4, 2006[25] (retipărită în Science Fiction: The Best of the Year 2007 Edition, editor Rich Horton)
- "Marsh Gods," Strange Horizons, 7 iulie 2008
- "The God of Au," Helix #8, (retipărită în The Year's Best Science Fiction & Fantasy, 2009 editor Rich Horton)
- "The Endangered Camp," Clockwork Phoenix 2, 2009 (retipărită în The Year's Best Science Fiction & Fantasy, 2010, editor Rich Horton)
- "The Unknown God," Realms of Fantasy, februarie 2010
- "Beloved of the Sun," Beneath Ceaseless Skies,  21 octombrie 2010
- "Maiden, Mother, Crone," Realms of Fantasy, decembrie 2010